# شاه بی‌لی (کردامیر)
شاه بی‌لی (به لاتین: Şahbəyli) یک منطقه مسکونی در جمهوری آذربایجان است که در شهرستان کردامیر واقع شده است.شاه بی‌لی ۵۷۷ نفر جمعیت دارد.